# Dromornithidae
De Dromornithidae zijn familie van uitgestorven niet-vliegende vogels uit Australië. De groep behoort tot de eendachtigen. De Dromornithidae worden ook wel dondervogels of mihirungs genoemd. Deze laatste naam is afgeleid van het Djab Wurrung mihirung paringmal, wat reuzenemoe betekent en een term is die voorkomt in Aboriginal-legendes. De Dromornithidae leefden van het Laat-Oligoceen tot in het Pleistoceen. 

## Classificatie
De eerste fossielen van de Dromornithidae werden in 1839 gevonden en ze werden geduid als een verwant van de hedendaagse loopvogels. Latere vondsten gaven meer duidelijkheid over de verwantschap van de dondervogels. Ze worden tegenwoordig als verwant aan de eendachtigen beschouwd, wat de groep de bijnaam demon ducks opleverde. 

## Uiterlijk en leefwijze
De dondervogels leken uiterlijk enigszins op hedendaagse loopvogels met een zwaargebouwd lichaam, robuuste poten en rudimentaire vleugels. Aan de tenen van de dondervogels zaten hoefachtige uiteinden. In grootte varieerden de dondervogels van anderhalve meter, het formaat van een hedendaagse kasuaris, tot drie meter hoog. Biomechanische studies wijzen er op dat de dondervogels relatief snelle dieren waren. De maximale loopsnelheid van Dromornis wordt geschat op 35 km/uur. Het voedingspatroon van de dondervogels is een punt van discussie. De huidige gedachte is dat het voedingspatroon niet voor alle dondervogels hetzelfde was. In het geval van Genyornis zijn er meerdere aanwijzingen voor een herbivoor dieet. Analyse van aminozuren in de eischalen ondersteunen een herbivore leefwijze en fossielen van Genyornis zijn in enkele afzettingen in grote aantallen gevonden, wat erg ongewoon is voor roofdieren. Bullockornis en Dromornis hadden grotere en krachtigere snavel en schedel dan de andere dondervogels met aanwijzingen voor krachtige kaakspieren, wat het best past bij een carnivore leefwijze als actieve jager of aaseter.

## Soorten
Er zijn vijf bekende geslachten dondervogels en zeven bekende soorten:
Geslacht Barawertornis
- - Barawertornis tedfordi

Geslacht Bullockornis
- - Bullockornis planei

Geslacht Dromornis
- - Dromornis australis
  - Dromornis stirtoni

Geslacht Genyornis
- - Genyornis newtoni

Geslacht Ilbandornis
- - Ilbandornis lawsoni
  - Ilbandornis woodburnei

Fossielen die toebehoren aan dondervogels, maar niet tot op soort- of geslachtsniveau geclassificeerd kunnen worden zijn onder meer in Redbank Plains in Queensland (Vroeg-Eoceen), Endurance Mine in Tasmanië (Laat-Oligoceen/Vroeg-Mioceen) en Mammoth Cave in Western Australia (Pleistoceen) gevonden.